# Berta Tapia
Berta Tapia (La Coruña; 1 de febrero de 1927) es una política española.

## Trayectoria
En 1973 fue elegida concejala en el consistorio coruñés por el tercio familiar. Cuando a finales de 1978 dimitió el alcalde, José Manuel Liaño Flores, ella era la primera teniente de alcalde y pasó a ocupar la silla del ayuntamiento coruñés (situado en la plaza de María Pita). Fue la primera alcaldesa de la historia de la ciudad. Estuvo en el cargo cuatro meses, hasta las primeras elecciones democráticas. Después, se retiró de la vida política.
| Predecesor: José Manuel Liaño Flores | Alcaldesa de La Coruña 1978-1979 | Sucesor: Domingos Merino |